# Stéphane Prévot
Stéphane Prévot (7 januari 1969) is een Belgisch rallynavigator.

## Carrière
Stéphane Prévot debuteerde in 1987 als navigator in de rallysport. In 1991 nam hij plaats naast Bruno Thiry, waarmee hij vanaf dat moment ook deelnam aan rally's uit het Wereldkampioenschap rally. Met Thiry kwam hij in 1994 bij het fabrieksteam van Ford terecht, actief met de Ford Escort RS Cosworth. In drie seizoenen behaalde ze in totaal drie podium resultaten en kwamen ze dicht bij hun eerste overwinning, in Corsica 1995, totdat ze in leidende positie op de voorlaatste klassementsproef moesten opgeven wegens technische problemen. 
Na een jaar van afwezigheid keerden ze in 1998 terug bij Ford, nu met de Escort WRC. Na een korte stint bij Subaru, kwam het duo in 1999 (1 WK-ronde) en 2001 uit voor het fabrieksteam van Škoda, waarmee met doorgaans oncompetitief materiaal grote resultaten echter uitbleven. Prévot zat tot aan 2002 naast Thiry.
In het seizoen 2003 verving Prévot Jean-Marc Fortin als de navigator van François Duval, die op dat moment ook actief was bij Ford, inmiddels met de Ford Focus RS WRC. In deze periode behaalden ze een aantal podium resultaten, voordat ze in 2005 overstapten naar Citroën. Het duo kende een zeer moeizame start en na een zoveelste opgave in Cyprus (waar ze een ongeval hadden en de auto vervolgens in vlammen opging), beëindigden ze hun werkrelatie.
Prévot keerde terug in 2006 als navigator van Stéphane Sarrazin bij Subaru. Na Sarrazins vertrek bleef Prévot aan bij Subaru en stapte vanaf het 2007 over naar Chris Atkinson. In het seizoen 2008 behaalden ze vijf podium resultaten, maar een overwinning bleef uit. Na afloop van het seizoen kondigde Subaru aan te stoppen met hun activiteiten als fabrieksteam. Hij bleef actief naast Atkinson, die echter minder te zien werd in het WK, alhoewel Prévot nog wel voor rijders als Jevgeni Novikov en Henning Solberg navigeerde in een aantal WK-rally's. Tegenwoordig is hij met Atkinson actief in het Asia Pacific Rally Championship en hij keerde met hem in 2012 ook weer terug tijdens een paar rondes van het WK. In 2014 reed het duo voor Hyundai. 
Met inmiddels meer dan 150 deelnames is hij een van de meest ervaren navigatoren uit de geschiedenis van het WK rally.